# Oboronia elorina
Oboronia elorina är en fjärilsart som beskrevs av Otto Staudinger 1888. Oboronia elorina ingår i släktet Oboronia och familjen juvelvingar. Inga underarter finns listade i Catalogue of Life.